# Gliese 521
Gliese 521 is een rode dwerg met een spectraalklasse van M1.V. De ster bevindt zich 43,6 lichtjaar van de zon.